# 연종석
연종석(延宗錫, 1973년 1월 18일 ~ )은 대한민국의 제11대 충청북도의원이고, 제2·3·4대 충청북도 증평군의원이다.

## 학력
- 도안국민학교 졸업
- 형석중학교 졸업
- 청석고등학교 졸업
- 용인대학교 유도과 학사 졸업

## 경력
- 증평군·도안면 유도연합회 회장
- 증평군 체육회 이사
- 대한양돈협회 증평지부 총무
- 우성(퓨리나)사료 중원특약점 대표
- 민주당 충북도당 지방자치위원회 부위원장
- 2009.04 ~ 2010.06 제2대 충청북도 증평군의회 의원
- 2009.04 ~ 2010.06 제2대 충청북도 증평군의회 후반기 운영내무위원회 위원
- 2009.04 ~ 2010.06 제2대 충청북도 증평군의회 후반기 산업건설위원회 위원
- 2009.04 ~ 2010.06 제2대 충청북도 증평군의회 후반기 예산결산특별위원회 위원
- 2009.09 ~ 2009.09 제2대 충청북도 증평군의회 환경보전특별위원회 위원장
- 2010.07 ~ 2014.06 제3대 충청북도 증평군의회 의원
- 2010.07 ~ 2012.07 제3대 충청북도 증평군의회 전반기 부의장
- 2010.07 ~ 2012.07 제3대 충청북도 증평군의회 전반기 운영내무위원회 위원
- 2010.07 ~ 2012.07 제3대 충청북도 증평군의회 전반기 산업건설위원회 위원
- 2010.07 ~ 2012.07 제3대 충청북도 증평군의회 전반기 예산결산특별위원회 위원
- 2012.07 ~ 2014.06 제3대 충청북도 증평군의회 후반기 운영내무위원회 위원
- 2012.07 ~ 2014.06 제3대 충청북도 증평군의회 후반기 산업건설위원회 위원
- 2012.07 ~ 2014.06 제3대 충청북도 증평군의회 후반기 예산결산특별위원회 위원장
- 2012.09 ~ 2012.09 제3대 충청북도 증평군의회 환경보전특별위원회 위원
- 2013.10 ~ 2013.10 제3대 충청북도 증평군의회 주요건설사업장현지조사특별위원회 위원장
- 증평지구대 자율방범대 대원
- 민주평화통일자문회의 증평군 협의회 의원
- 증평군 라이온스클럽 회장
- 도안초등학교 운영위원장
- 증평군 축구협회 이사
- 2014.07 ~ 2018.03 제4대 충청북도 증평군의회 의원
- 2014.07 ~ 2016.07 제4대 충청북도 증평군의회 전반기 산업건설위원회 위원
- 2014.07 ~ 2015.06 제4대 충청북도 증평군의회 전반기 운영내무위원회 부위원장
- 2014.07 ~ 2016.07 제4대 충청북도 증평군의회 전반기 예산결산특별위원회 위원
- 2014.10 ~ 2014.10 제4대 충청북도 증평군의회 주요건설사업장현지조사특별위원회 위원장
- 2015.06 ~ 2015.06 제4대 충청북도 증평군의회 환경보전특별위원회 위원장
- 2015.06 ~ 2015.06 제4대 충청북도 증평군의회 전반기 운영내무위원회 위원장
- 2015.06 ~ 2016.07 제4대 충청북도 증평군의회 전반기 기획행정위원회 위원장
- 2016.07 ~ 2018.03 제4대 충청북도 증평군의회 후반기 의장
- 충청북도 시·군의회 의장단 협의회 부의장
- 더불어민주당 증평군·진천군·음성군 청년위원장
- 2018.07 ~ 2022.06 제11대 충청북도의회 의원
- 2018.07 ~ 2020.07 제11대 충청북도의회 전반기 건설환경소방위원회 위원
- 2018.07 ~ 2019.06 제11대 충청북도의회 전반기 예산결산특별위원회 위원장
- 2018.07 ~ 2021.01 제11대 충청북도의회 충북선 철도고속화사업 지원특별위원회 위원
- 2018.07 ~ 2021.01 제11대 충청북도의회 KTX오송역 활성화를 위한 특별위원회 위원
- 2018.07 ~ 2021.01 제11대 충청북도의회 청주국제공항 활성화 지원을 위한 특별위원회 위원
- 2020.07 ~ 2022.06 제11대 충청북도의회 후반기 윤리특별위원회 위원
- 2020.07 ~ 2022.06 제11대 충청북도의회 후반기 산업경제위원회 위원장

## 역대 선거 결과
|  | 33.17% |

|  | 38.39% |

|  | 29.79% |

|  | 44.55% |